# Kuruzzenkogel
Kuruzzenkogel är en kulle i Österrike.   Den ligger i distriktet Südoststeiermark och förbundslandet Steiermark, i den östra delen av landet, 150 km söder om huvudstaden Wien. Toppen på Kuruzzenkogel är 381 meter över havet.
Terrängen runt Kuruzzenkogel är huvudsakligen platt, men åt sydväst är den kuperad. Närmaste större samhälle är Fehring, 2,7 km norr om Kuruzzenkogel. 
I omgivningarna runt Kuruzzenkogel växer i huvudsak blandskog. Runt Kuruzzenkogel är det ganska tätbefolkat, med 78 invånare per kvadratkilometer.